# Mentuhotep (padre del dios)
Mentuhotep (Mnṯw-ḥtp, 'Montu está contento') fue el padre, no perteneciente a la realeza, del antiguo rey egipcio Sebekhotep III, que gobernó alrededor de tres años en la Dinastía XIII, hacia 1750 a. C.

## Atestaciones
Mentuhotep es conocido principalmente por las menciones en monumentos de su hijo, mientras era rey. En estos monumentos aparece también su esposa Iuhetibu, que llevaba el título de "madre del rey". En los monumentos relacionados con Sebekhotep III, Mentuhotep lleva el título de "padre del dios". Este último título se otorgaba, a menudo, a los padres de reyes que no pertenecían a la realeza. 
Se desconoce bajo qué circunstancias Sebekhotep III se convirtió en rey. Además de Sebekhotep, Mentuhotep tuvo otros dos hijos conocidos más, Seneb que llevaba el título honorífico de "hijo del rey" y Jakau, también con el mismo título. En la Dinastía XIII, aunque llevaban el título de "hijo del rey", no eran hijos de un rey, sino hermanos de un rey. Se utilizaba como título de honor. La familia es conocida por una estela dedicada a Sebneb que ahora se encuentra en Viena (ÄS 135). También tuvo una hijastra, Reniseneb, de otro matrimonio de su esposa. La familia aparece representada en un altar encontrado en la isla de Shehel y en una estela hallada en el uadi el-Hol.
Un gran número de sellos escarabeos mencionan a un oficial militar Mentuhotep con el título de "comandante de la tripulación del gobernante". Este oficial tuvo un hijo con el mismo título, llamado Sebekhotep. Parece posible que estos escarabeos pertenezcan al "padre del dios" Mentuhotep antes de que su hijo se convirtiera en rey.